# Vancouver (otok)
Vancouver je veliki otok u Kanadi, savezna pokrajina Britanska Kolumbija, nazvan po britanskom mornaričkom časniku George Vancouveru koji je istraživo sjeverozapadnu obalu Sjeverne Amerike.
Vancouver je dug 460km, a na najširem mjestu širok 80km, povišina otoka iznosi 31.285 km2, a na njemu živi 759.366 stanovnika (2011.). Na otoku se nalazi nekoliko naselja, od kojih je najveće Greater Victoria u kojemu živi oko polovica stanovnika (331 491), dok su ostala veća naselja: Nanaimo, Port Alberni, Parksville, Courtenay, i Campbell River. Vancouver od kontinenta odjeljuju prolaz Johnstone i Queen Charlotte na sjeveroistoku, prolaz Georgia na jugoistoku, te prolaz Juan de Fuca na jugozapadu.
Na otoku su prisutna plemena iz indijanskih porodica Kwakiutl, Nootka i Coast Salish, dok glasine o prvim europljanima, ruskim trgovcima krznom, prisiljavaju španjolske osvajače da šalju svoje brodove u područje 1774.g. 

## Vanjske poveznice
|  | Zajednički poslužitelj ima još gradiva o temi Vancouver (otok) |